# Rome (zespół muzyczny)
Rome – zespół zaliczany do gatunku martial folk utworzony przez Jerome Reutera w 2005 r. w Luksemburgu. Grupa początkowo była związana z wytwórnią Cold Meat Industry, a od 2009 r. z Trisol.

## Dyskografia
| Rok  | Tytuł                                       | Format, wytwórnia |
| ---- | ------------------------------------------- | ----------------- |
| 2006 | Berlin                                      | MCD, CMI          |
| 2006 | Nera                                        | CD, CMI           |
| 2007 | Confessions d'un voleur d'ames              | CD, CMI           |
| 2008 | Masse Mensch Material                       | CD, CMI           |
| 2009 | To Die Among Strangers                      | MCD, Trisol       |
| 2009 | Flowers From Exile                          | CD, Trisol        |
| 2010 | L'Assassin                                  | MCD, Trisol       |
| 2010 | Nos Chants Perdus                           | CD, Trisol        |
| 2011 | Die Æsthetik der Herrschaftsfreiheit        | CD, Trisol        |
| 2012 | Hell Money                                  | CD, Trisol        |
| 2014 | A Passage to Rhodesia                       | CD, Trisol        |
| 2016 | Coriolan                                    | CD, Trisol        |
| 2016 | The Hyperion Machine                        | CD, Trisol        |
| 2018 | Hall of Thatch                              | CD, Trisol        |
| 2019 | Le ceneri di Heliodoro                      | CD, Trisol        |
| 2020 | The Lone Furrow                             | CD, Trisol        |
| 2021 | Parlez-Vous Hate?                           | CD, Trisol        |
| 2022 | Hegemonikon – A Journey to the End of Light | CD, Trisol        |
| 2023 | Gates of Europe                             | CD, Trisol        |